# 元柬
元柬，是西魏宗室，封临洮王。
元柬在西魏文帝元宝炬手下为臣，官至侍中、开府仪同三司、大都督。大统九年（543年），东魏、西魏之间爆发邙山之战。战争开始时，东魏将领彭乐率领数千精兵向西魏的后方包抄。彭乐去后很久没有消息，后来有人告称彭乐叛了，东魏丞相高欢不信。没多久西北部尘土飞扬，彭乐的使者跑来报捷，说已经俘虏了元柬和蜀郡王元荣宗、江夏王元升、钜鹿王元阐、谯郡王元亮、詹事赵善以及督将佐四十八人。东魏乘胜追击西魏军，共斩首三万多人。